# アウトルック (イギリスの雑誌)
『ジ・アウトルック』(The Outlook)、ないし、『アウトルック』(Outlook) は、「評論 (review)」とも、「政治雑誌 (political magazine)」とも位置づけられた、かつて発行されていたイギリスの週刊誌。ストラップライン (strapline) と称される、雑誌名で始まるスローガンは「The Outlook: In Politics, Life, Letters, and the Arts（ジ・アウトルック、政治、生活、文学、芸術の展望）」であった。前身となったのは前衛的内容で知られた『ニュー・レビュー (New Review)』で、この雑誌は1889年にW・E・ヘンリーが創刊し、ジョゼフ・コンラッド、ヘンリー・ジェイムズ、H・G・ウェルズらの作品を掲載したが、発行部数の少なさから1897年に廃刊に至っていた。

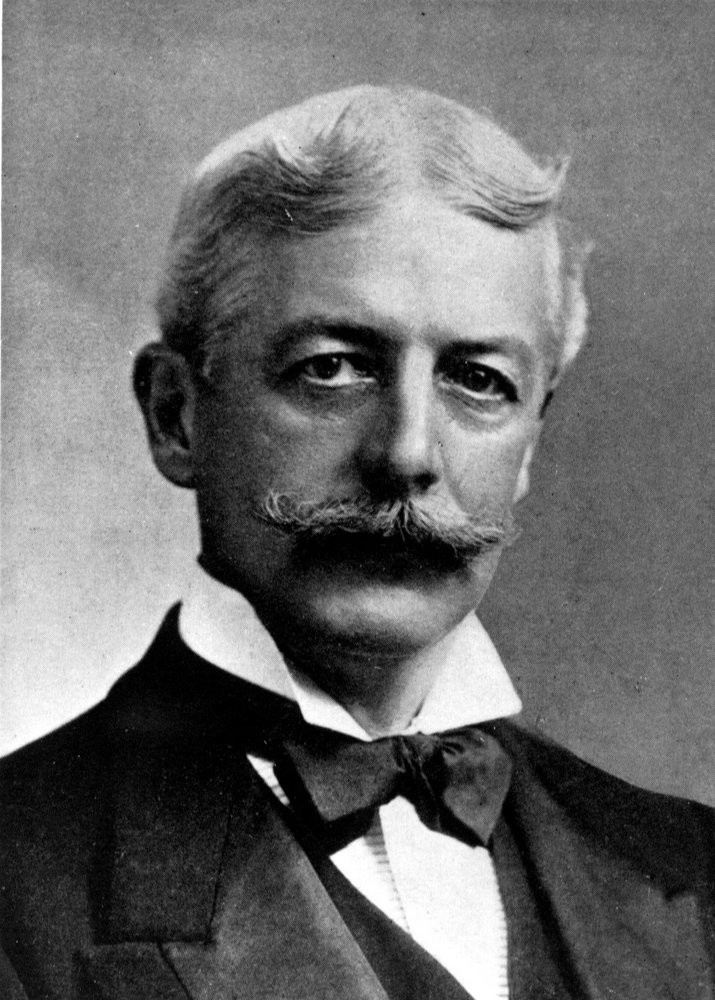
ジョージ・ウィンダム、1900年代撮影。

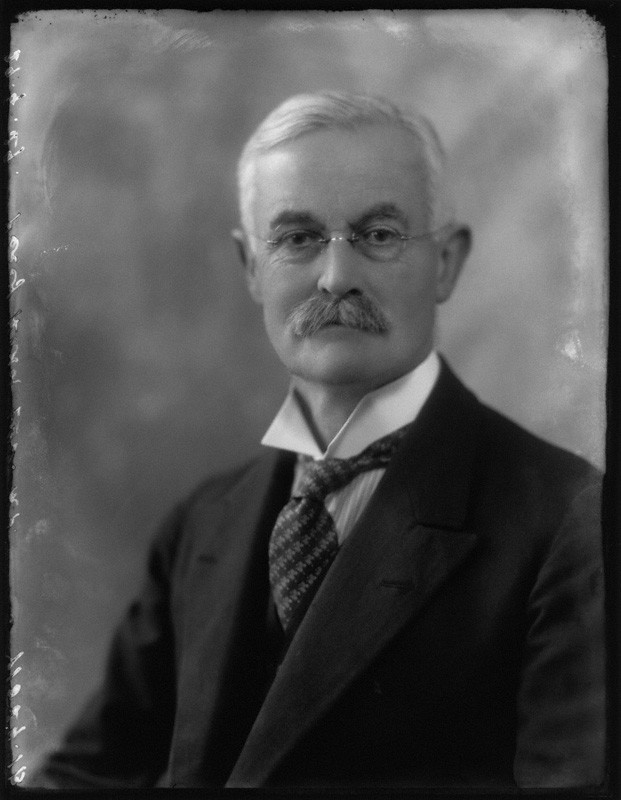
初代編集長パーシー・ハード、後年である1929年撮影。

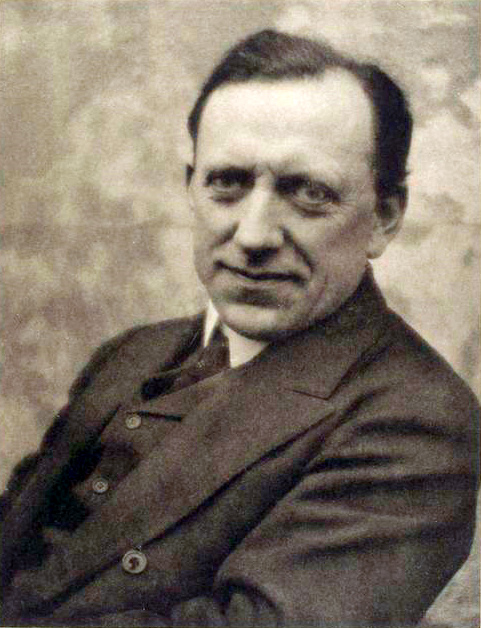
編集長ジェームズ・ルイス・ガーヴィン、1913年撮影。

1897年に、ヘンリーが『ニュー・レビュー』誌の編集者を辞任した後、1898年2月、ヘンリーの出版に関わったことがあった庶民院議員ジョージ・ウィンダム (初代ルコンフィールド男爵)が、『アウトルック』誌を創刊した。コンラッドは、創刊から1906年まで、常連寄稿者であった。創刊時に、コンラッドは次のように述べていた。 
新しい週刊誌が出る。『ジ・アウトルック』という誌名、価格は3ペンス、傾向は文学的、方針は帝国主義、御都合主義が身上で、その使命といえば某ユダヤ人に金を儲けさせること、編集長はパーシー・ハード（何処の馬の骨だ）...

There is a new weekly coming. Its name The Outlook; its price three pence sterling, its attitude — literary; its policy — Imperialism, tempered by expediency; its mission — to make money for a Jew; its editor Percy Hurd (never heard of him) ...
当時、この雑誌には、ウィンダムと親しかったセシル・ローズが資金を出しているという噂があり、スコット・コーエンが指摘するところでは、ラドヤード・キップリングやマックス・ビアボームのような寄稿者たちによる「バランスがとれた思慮深い (balanced and thoughtful)」寄稿よりも優先されていたのは、「帝国に関わる事項についてニュースや解説記事を提供することであった。『アウトルック』誌は、しばしば帝国の政治や政策について、その先行者の特徴だった醒めた反省からはほど遠い、甲高い主戦論的論調で報じた (providing news and commentary on imperial affairs. More often than not, the Outlook reported on imperial politics and policy in a tone of shrill jingoism that differed markedly from the sober reflection which had characterized its predecessor)」という。
ウィンダムは、庶民院議員としての職責の重荷のため、1904年にはこの雑誌から手を退いた。この時点で、ジョゼフ・チェンバレンの関税改革同盟を支持していた『アウトルック』誌は、トランスヴァール植民地における鉱業に関わって財を成したチャールズ・シドニー・ゴールドマンによって買収された。ゴールドマンは、ジェームズ・ルイス・ガーヴィンを編集長に据えた。ガーヴィンは、エドワード・グリッグ、ウィリアム・ビーチ・トマス、 E・C・ベントリーらを雇い入れ、サラ・ジャネット・ダンカンの作品を掲載するなどした。ガーヴィンの指揮の下、同誌は、1906年イギリス総選挙に際して保守党を支持し、自由党に反対した。ガーヴィンは、この事業を黒字にすることができないまま、1908年1月に職を辞し、『オブザーバー』紙の編集長となった。

ガーヴィンの辞職後も、『アウトルック』は保守党の主張を支持し続けた。詩人で社会主義者であったバジル・バンティングは、1927年から、嫌々ながらではあったが、『アウトルック』に評論や記事を寄稿するようになり、その年の10月には、経験がなかったにもかかわらず、同誌の音楽評論担当に任命された。結局、廃刊となった1928年まで同誌にとどまったバンティングは、次のように記した。
『アウトルック』の連中は私に、お前がしらふで書いた原稿はハイブロウに過ぎると言ったので、ほとんどの原稿は酔っぱらって書いていたし、どれほど馬鹿なものを書くことになるか、分かったもんじゃなかった。

The Outlook told me that when I wrote sober I was too highbrow for them, so mostly I wrote drunk, and goodness knows what foolish things I may have written.
バンティングによれば、廃刊に至ったのは、「対峙したくない名誉毀損訴訟 (a libel action that it didn't want to face)」が生じたためであったという。